# Instalaza

Instalaza SA — це іспанська фірма, що розробляє і виробляє обладнання та інші військові матеріали для піхоти. Компанія, заснована в 1943, її штабквартира в Сарагосі, Арагон. Там же розміщені й виробничі потужності.

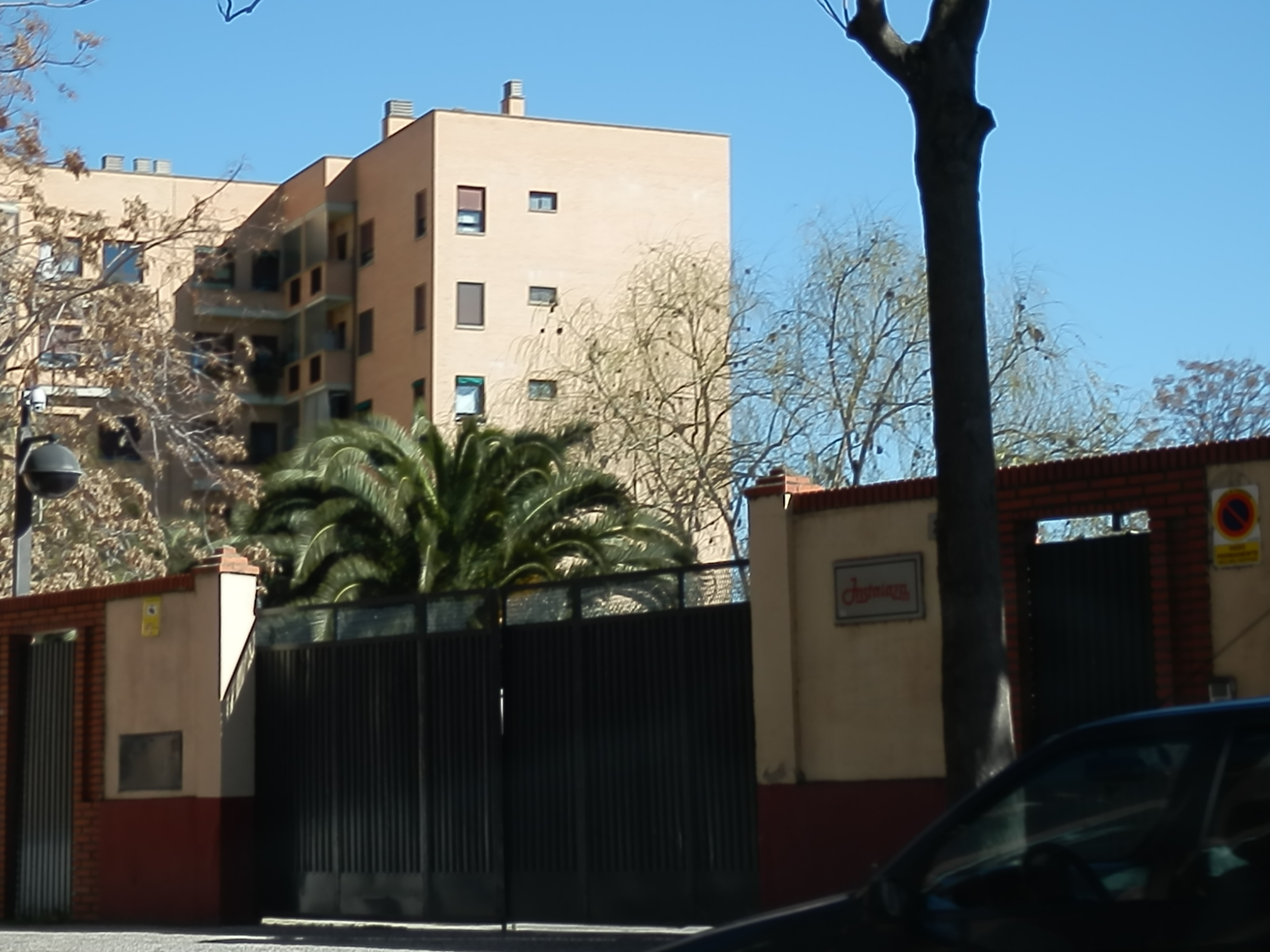
Завод Instalaza в Сарагосі

Інсталаса постачає свою продукцію як іспанським збройним силам так і в інші країни.
Станом на 2007, Інсталаса мала 140 працівників і завод на площі 18 тис. м2.
30 листопада 2022 року компанія отримала поштовий лист із вибухівкою. Інсталанса виробляє протитанкові гранатомети, які використовує ЗСУ у війні з Росією. На початку війни міністр оборони Іспанії Маргарета Роблес оголосила, що Київ отримає 1370 таких установок.